# Mornago
Mornago là một đô thị ở tỉnh Varese trong vùng Lombardia, có cự ly khoảng 45 km về phía tây bắc của Milan và khoảng 10 km southvề phía tây của Varese. Tại thời điểm ngày 31 tháng 12 năm 2004, đô thị này có dân số 4.443 người và diện tích là 12,3 km².
Đô thị Mornago có các frazione (đơn vị trực thuộc) Crugnola Montonate Vinago.
Mornago giáp các đô thị: Arsago Seprio, Besnate, Casale Litta, Crosio della Valle, Sumirago, Vergiate.